# مرتبه بزرگی
مرتبهٔ بزرگی (به انگلیسی: Order of magnitude) برحسب توان‌های پایهٔ ۱۰ شناخته و سنجیده می‌شوند و یک روش نمایش سنجش مراتب مقداری‌است؛ مثلاً مرتبهٔ بزرگی عدد ۱۵۰۰ را ۳ می‌دانیم و هنگام نوشتن و خواندن آن در نماد علمی آن را به‌صورت: ۱٫۵ × ۱۰۳ می‌نویسیم. به عبارتی دیگر این توان به‌راحتی مرتبهٔ بزرگی را نشان می‌دهد و می‌تواند در مقایسه بزرگی (و یا کوچکی) آن را نسبت به هر عدد دیگر می‌رساند.
تفاوت‌ها در مرتبهٔ بزرگی را می‌توان در مقیاس لگاریتمی «ده‌دهی» اندازه‌گیری کرد (به عنوان مثال، مضارب ده). نمونه‌هایی از اعداد با مرتبه‌های مختلف را می‌توان در جدول «مراتب بزرگی (اعداد)» پیدا کرد.
دو عدد را زمانی می‌توان دارای مرتبهٔ بزرگی همسان دانست که: اگر عدد بزرگ‌تر را بر عدد کوچک‌تر تقسیم کنیم نتیجه کمتر از ۱۰ باشد. به عنوان مثال، ۲۳ و ۸۲ دارای مرتبهٔ بزرگی همسانی هستند، اما ۲۳ و ۸۲۰ دارای مرتبهٔ بزرگی مشترکی نیستند زیرا یکی از آن‌ها بیش از ده برابر دیگری‌است.

## استفاده
مرتبهٔ بزرگی که می‌توان آن را بزرگی مرتبه هم خواند در انجام مقایسهٔ تقریبی استفاده می‌شود. اگر دو عدد تنها با یک مرتبهٔ بزرگی باهم متفاوت باشند، X تا حدود دست کم ده برابر در مقدار با y متفاوت است. اگر دو عدد با ۲ مرتبهٔ بزرگی باهم تفاوت داشته باشند، X تا حدود ۱۰۰ برابر در مقدار با y متفاوت خواهد بود. دو عدد همسان از نظر مرتبهٔ بزرگی تقریباً هم‌مقیاس با هم هستند یعنی مقدار عدد بزرگتر کمتر از ده برابر عدد کوچکتراست.
| واژه‌ها مقیاس بزرگ | واژه‌ها مقیاس کوچک | پیشوند اس آی    | نشان اس آی | شمارش ده‌دهی                       | ده به‌توان | مرتبهٔ بزرگی |
| ----------------- | ----------------- | --------------- | ---------- | --------------------------------- | --------- | ----------- |
| quadrillionth     | septillionth      | (yocto-) -یوکتو | y          | ۰٫۰۰۰٬۰۰۰٬۰۰۰٬۰۰۰٬۰۰۰٬۰۰۰٬۰۰۰٬۰۰۱ | ۱۰−۲۴     | −۲۴         |
| trilliardth       | sextillionth      | (zepto-) -زپتو  | z          | ۰٫۰۰۰٬۰۰۰٬۰۰۰٬۰۰۰٬۰۰۰٬۰۰۰٬۰۰۱     | ۱۰−۲۱     | −۲۱         |
| trillionth        | quintillionth     | (atto-) -آتو    | a          | ۰٫۰۰۰٬۰۰۰٬۰۰۰٬۰۰۰٬۰۰۰٬۰۰۱         | ۱۰−۱۸     | −۱۸         |
| billiardth        | quadrillionth     | (femto-) -فمتو  | f          | ۰٫۰۰۰٬۰۰۰٬۰۰۰٬۰۰۰٬۰۰۱             | ۱۰−۱۵     | −۱۵         |
| billionth         | trillionth        | (pico-) -پیکو   | p          | ۰٫۰۰۰٬۰۰۰٬۰۰۰٬۰۰۱                 | ۱۰−۱۲     | −۱۲         |
| milliardth        | billionth         | (nano-) -نانو   | n          | ۰٫۰۰۰٬۰۰۰٬۰۰۱                     | ۱۰−۹      | −۹          |
| millionth         | millionth         | (micro-) -میکرو | µ          | ۰٫۰۰۰٬۰۰۱                         | ۱۰−۶      | −۶          |
| thousandth        | thousandth        | (milli-) -میلی  | m          | ۰٫۰۰۱                             | ۱۰−۳      | −۳          |
| hundredth         | hundredth         | (centi-) -سانتی | c          | ۰٫۰۱                              | ۱۰−۲      | −۲          |
| tenth             | tenth             | (deci-) -دسی    | d          | ۰٫۱                               | ۱۰−۱      | −۱          |
| one               | one               | –               | –          | ۱                                 | ۱۰۰       | ۰           |
| ten               | ten               | (deca-) -دکا    | da         | ۱۰                                | ۱۰۱       | ۱           |
| hundred           | hundred           | (hecto-) -هکتو  | h          | ۱۰۰                               | ۱۰۲       | ۲           |
| thousand          | thousand          | (kilo-) -کیلو   | k          | ۱٬۰۰۰                             | ۱۰۳       | ۳           |
| million           | million           | (mega-) -مگا    | M          | ۱٬۰۰۰٬۰۰۰                         | ۱۰۶       | ۶           |
| milliard          | billion           | (giga-) -گیگا   | G          | ۱٬۰۰۰٬۰۰۰٬۰۰۰                     | ۱۰۹       | ۹           |
| billion           | trillion          | (tera-) -ترا    | T          | ۱٬۰۰۰٬۰۰۰٬۰۰۰٬۰۰۰                 | ۱۰۱۲      | ۱۲          |
| billiard          | quadrillion       | (peta-) -پتا    | P          | ۱٬۰۰۰٬۰۰۰٬۰۰۰٬۰۰۰٬۰۰۰             | ۱۰۱۵      | ۱۵          |
| trillion          | quintillion       | (exa-) -اگزا    | E          | ۱٬۰۰۰٬۰۰۰٬۰۰۰٬۰۰۰٬۰۰۰٬۰۰۰         | ۱۰۱۸      | ۱۸          |
| trilliard         | sextillion        | (zetta-) -زتا   | Z          | ۱٬۰۰۰٬۰۰۰٬۰۰۰٬۰۰۰٬۰۰۰٬۰۰۰٬۰۰۰     | ۱۰۲۱      | ۲۱          |
| quadrillion       | septillion        | (yotta-) -یوتا  | Y          | ۱٬۰۰۰٬۰۰۰٬۰۰۰٬۰۰۰٬۰۰۰٬۰۰۰٬۰۰۰٬۰۰۰ | ۱۰۲۴      | ۲۴          |

منظور از مرتبهٔ بزرگی یک عدد تعداد توان‌های ۱۰ موجود در آن عدد است. به عبارتی دقیق‌تر، مرتبهٔ بزرگی یک عدد را می‌توان از نظر لگاریتم طبیعی تعریف کرد که معمولاً فقط قسمت عدد صحیح لگاریتم، مورد نظر است. برای مثال عدد ۴٬۰۰۰٬۰۰۰ را دارای یک لگاریتم (بر مبنای ۱۰)؛ ۶٫۶۰۲ می‌دانیم؛ بنابراین به مرتبهٔ بزرگی عدد ۴٬۰۰۰٬۰۰۰ که ۶ است رسیده‌ایم ولی در واقع رقم ۶٫۶۰۲ نشان می‌دهد که مرتبهٔ بزرگی عددی بین ۶ و ۷ است. در گفتگوهای معمولی هم وقتی که می‌گوییم درآمد کسی ۷ رقمی‌است منظور مرتبهٔ بزرگی بین ۶ و ۷ یعنی رقمی میان ۱۰۶ و ۱۰۷ است.

## مرتبهٔ بزرگی غیر اعشاری
| مرتبهٔ بزرگی | لگاریتم اعشاری | log۱۰۰۰۰۰۰                | مقیاس کوچک | مقیاس بزرگ |
| ----------- | -------------- | ------------------------- | ---------- | ---------- |
| ۱           | ۱۰             | ۱٬۰۰۰٬۰۰۰                 | میلیون     | میلیون     |
| ۲           | ۱۰۰            | ۱٬۰۰۰٬۰۰۰٬۰۰۰٬۰۰۰         | ترلیون     | بیلیون     |
| ۳           | ۱۰۰۰           | ۱٬۰۰۰٬۰۰۰٬۰۰۰٬۰۰۰٬۰۰۰٬۰۰۰ | کوینتیلون  | ترلیون     |

## برای مطالعات بیشتر
- آیزاک آسیموف اندازه‌گیری دنیا (۱۹۸۸)